# ملکه برفی (فیلم ۱۹۹۵)
«ملکه برفی» (انگلیسی: The Snow Queen) فیلمی در ژانر فانتزی و موزیکال است که در سال ۱۹۹۵ منتشر شد.

## بازیگران
- هلن میرن
- جولیا مک‌کنزی
- دیوید جیسون
- هیو لوری
- ریک مایال
- ایملدا استنتون